# Stadion Rakowski w Sewliewie
Stadion Rakowski (bułg. Стадион Раковски) – wielofunkcyjny stadion w Sewliewie, w Bułgarii. Obiekt może pomieścić 8816 widzów. Swoje spotkania na stadionie rozgrywają piłkarze klubu Widima-Rakowski Sewliewo.